# Peter (1934)
Peter ist eine österreichisch-ungarische Verwechslungs- und Filmkomödie von Hermann Kosterlitz mit Franziska Gaal, Hans Jaray und Felix Bressart in den Hauptrollen.

## Handlung
Die 17-jährige Eva Wild lebt mit ihren Großvater Martin in bescheidenen Verhältnissen in einer Mietwohnung. Als sie eines Tages die Miete nicht mehr entrichten können, werden sie kurzerhand auf die Straße gesetzt. Eva sieht, wie einem Straßenmusiker ein paar Münzen zugeworfen werden und findet, dass sie ja damit durchaus ebenfalls Geld verdienen könnte. Und so wird sie selbst zur Straßenmusikerin. Sie spielt Akkordeon während Großvater Martin dazu singt. Ihre unfreiwillige Begegnung mit einem flüchtigen Dieb führt dazu, dass dieser sie in eine Hausecke lockt, und Eva zwingt, ihr Kleid auszuziehen, um mit ihm Kleidertausch zu machen. Dann türmt der polizeilich gesuchte Ganove. Plötzlich muss nun Eva, deren einziges Kleid dies war, mit einem viel zu weiten Jungenoutfit herumlaufen. Sie beschließt, aus der Not eine Tugend zu machen, nennt sich fortan Peter und ergattert einen Job als „Zeitungsjunge“. Clever, wie sie in ihrem Überlebenswillen ist, schreit Eva die Schlagzeile „Säugling rottet ganze Familie aus!“ heraus und verkauft schlagartig sehr viel mehr Blätter als die gesamte Konkurrenz. Dumm nur, dass die dazugehörige Geschichte im ganzen Blatt gar nicht auftaucht! Das findet auch der empörte Dr. Bendler, ein junger Arzt, der Eva daraufhin anspricht. Infolge der entstehenden Auseinandersetzung kommt es zu einem von Eva alias Peter verursachten Unfall.
Die wilde Eva wird daraufhin vor Gericht gezerrt und stellt sich dort als „Peter Wild“ vor. Peter/Eva wird zu einer Geldstrafe verurteilt, die er/sie jedoch angesichts der prekären ökonomischen Verhältnisse im Hause Wild nicht bezahlen kann. Dr. Bendler wollte nicht, dass es so weit kommt und verschafft ihm/ihr eine Anstellung bei Herrn Zöllner, dem Besitzer einer Garage mit angeschlossenen Tankstelle. Eines Tages fährt ein Wagen bei der Tankstelle vor. Eva erkennt sofort in dem Fahrer den flüchtigen Dieb, der sie zum Kleidertausch gezwungen hatte, und macht diesem deswegen heftige Vorwürfe. Der Ganove veranlasst daraufhin seine elegante Begleitung, wiederum ihr Abendkleid auszuziehen, und gibt es Eva. Als „Peter“ nunmehr das Abendkleid anziehen will, taucht ausgerechnet der schmucke Arzt auf und wundert sich, warum die junge Dame so unglaublich viel Ähnlichkeit mit dem Garagenjungen „Peter“ hat. Doch Bendler durchschaut rasch ihre Charade, während Garagen- und Tankstellenbesitzer Zöllner seinem „Lehrjungen“ verrät, dass es der junge Mediziner war, der sich jobmäßig für „ihn“  verwendet hatte. Eva, die sich längst in Robert Bendler verliebt hat, will wiederum ihrerseits ihm unter die Arme greifen, als sie erfährt, dass dessen Praxis alles andere als gut läuft. Sie geht für Dr. Bendler kurzerhand auf Kundenfang.
Im vornehmen Astoria-Klub wird gerade eine Festivität ausgerichtet. Dr. Bendler ist gleichfalls geladen und erscheint mit seiner Freundin Mary. Er hat auch „Peter“ dazu gebeten, die nun glaubt, ihren Träumen ganz nah zu sein. Auf der Feier wird ein Perlencollier gestohlen, und da außer „Peter“ niemand von der Unterschicht anwesend ist, vermutet Bendler sofort in dem „Jungen“ von der Tankstelle den Übeltäter. Um Eva nicht erneut dem polizeilichen Gewahrsam auszuliefern, nimmt er kurzerhand das Mädchen in Verkleidung eines Jungen zu sich nach Hause. Eva erfährt, was hierfür der wahre Grund ist, und fühlt sich zu Unrecht als Diebin verunglimpft. Sie ist verletzt und streitet sich mit Robert. Der aber nimmt sie in den Arm und küsst Eva. Als Mary plötzlich auftaucht, rennt Eva davon und kehrt zur Tankstelle zurück. Zöllner hat derweil den falschen Peter gefeuert, weil dieser vergeblich auf ein Rendezvous mit Peters „Schwester“ Eva gehofft hatte. Nun stehen Eva alias „Peter“ und beider Großvater wieder vor dem Nichts und packen ihre paar verbliebenen Habseligkeiten auf einen Handkarren. Da hält plötzlich ein Auto neben den beiden an. Drin sitzt Dr. Bendler, der seine Eva die ganze Zeit gesucht hatte und nimmt sie schließlich in seine Arme.

## Produktionsnotizen und Wissenswertes
Peter entstand in den Hunna-Ateliers in Budapest und wurde am 20. Dezember 1934 in Wien uraufgeführt. Massenstart war am 4. Januar 1935. Angesichts der starken jüdischen Beteiligung (Regisseur Kosterlitz, Produzent Joe Pasternak, Drehbuchautor Felix Joachimson und die Hauptdarsteller Gaal, Jaray und Bressart) wurde der Film in Hitler-Deutschland nicht herausgebracht. Die deutsche Erstaufführung erfolgte erst am 8. August 1952 in der DDR, acht Jahre später lief der Film erstmals im DDR-Fernsehen. Dort erhielt der Film den neuen Titel Peter, das Mädchen von der Tankstelle.
Der 1933 aus Deutschland nach Österreich emigrierte jüdische Schauspieler und Kabarettist Fritz Grünbaum absolvierte hier seinen letzten, nur sekundenkurzen Auftritt als Clubgast, der einen Arzt holt. Gerhard Goldbaum, wie Grünbaum Jude und 1933 aus Hitler-Deutschland geflohen, übernahm den Ton. Beide Männer wurden während des Zweiten Weltkriegs von den Nazis in Konzentrationslagern umgebracht. Ein weiteres KZ-Opfer der deutschen Nationalsozialisten war Otto Wallburg, der hier die nicht unwichtige Nebenrolle des Garagenbesitzers Zöllner erhielt.
Der beim deutschsprachigen ungarischen Film der letzten Vorkriegsjahre gut beschäftigte Márton Vincze gestaltete auch hier die Filmbauten.

## Musik
Folgende Musiktitel Nikolaus Brodszkys wurden gespielt:
- Heut’ fühl’ ich mich so wunderbar
- Komisch ist die Welt
- So schön wie Du …

Die Liedtexte verfasste Fritz Rotter. Diese Titel erschienen in den Wiener Musikverlagen Sirius und Bristol AG.

## Kritiken
Paimann’s Filmlisten resümierte: „Kaum originelle, aber mit wirksamen Einfällen aufbereitete Fabel, mit einer dankbaren Rolle für die Gáal, die außer den bekannten Meriten auch die Fähigkeit unter Beweis stellt, parodistische Chansons ausgezeichnet vorzutragen. Jaray ist ein sympathischer Gegenspieler, auch die Komiker sind ganz ausgezeichnet. Die Regie leistet wirkungsfördernde Kleinarbeit, die Musik ist schmissig.“
Die Österreichische Film-Zeitung schrieb: „Franziska Gaal zeigt sich auch in ihrem neuesten Film „Peter“ als ausgezeichnete Darstellerin. Man sieht die Künstlerin von einer neuen Seite, sie hat die Rolle eines halbwüchsigen Jungen zu spielen und tut dies mit viel Humor und überzeugender Wahrhaftigkeit. Alle ihre Bewegungen, ihr Minenspiel [sic!], sind der Wirklichkeit abgelauscht. (…) Hermann Kosterlitz hat den Universal-Film mit vielen hübschen Regieeinfällen ausgestattet.“
Auf film.at heißt es: „Peter ist der Paradefall einer sozialromantischen Komödie nach amerikanischem Vorbild, in der Elemente des Slapstick, überdrehter Wortwitz, herausragende Schauspieler und Stars mit einer temporeichen Story um die Wette eifern. 1935 gewann er auf der Internationalen Filmausstellung in Moskau den Preis der Kategorie »Beste Komödie des Jahres«.“